# Convention sur la reconnaissance des partenariats enregistrés
La Convention sur la reconnaissance des partenariats enregistrés, est un accord multilatéral élaboré par la Commission Internationale de l'état Civil. Son objectif est de permettre la reconnaissance internationale de tout partenariat enregistré, qui n'est pas considéré comme un mariage, par d'autres pays.
Les parties à cette convention s'engagent à reconnaître le statut de partenariat enregistré, ainsi que les conséquences légales liées au changement de nom, non seulement vis-à-vis des autres États parties, mais aussi dans tous les États où le partenariat est reconnu. Il convient de souligner que ce partenariat peut être établi entre des partenaires du même sexe ou de sexe opposé.

## Réservations
Les États parties peuvent formuler des réserves concernant :
- l'applicabilité aux personnes du sexe opposé[1].
- l'acceptation des partenariats de n'importe quel État (plutôt que des États parties au traité)[1].
- les conséquences concernant les changements de nom[1].

## États membres et signataires
La Convention sur la reconnaissance des partenariats enregistrés a été ratifiée en premier par l'Espagne. De plus, elle n'a été signée que par l'Espagne et le Portugal. Cependant, étant donné qu'elle n'a pas été ratifiée par au moins deux États, la convention n'est pas encore entrée en vigueur.
Finalement, en 2019 entrent en vigueur les règlements européens 2016/1103 et 2016/1104 qui permettent des reconnaissances mutuelles dans dix-huit états membres.
| Pays     | Date de signature | Date de ratification | Commentaire |
| -------- | ----------------- | -------------------- | ----------- |
| Portugal | 1 octobre 2008    |                      |             |
| Espagne  | 23 juillet 2009   | 4 août 2010          |             |

## Voir également
- Commission internationale de l'état civil

## Les références
1. 1 2 3 4 5 6 7  « Convention on the recognition of registered partnerships » [archive du 20 mars 2012], International Commission on Civil Status (consulté le 9 mai 2011)
2. ↑  Andrea Bonomi, « Les Règlements européens sur les régimes matrimoniaux et les effets patrimoniaux des partenariats enregistrés – un premier regard depuis la Suisse », P.-H. Steinauer, M. Mooser et A. Eigenmann (éd.), Journée de droit successoral 2019,‎ 2019, p. 170–204 (lire en ligne  [PDF], consulté le 1er juin 2025)